# Nagaur
Nagaur là một thành phố và khu đô thị của quận Nagaur thuộc bang Rajasthan, Ấn Độ.

## Địa lý
Nagaur có vị trí 27°12′B 73°44′Đ / 27,2°B 73,73°Đ Nó có độ cao trung bình là 302 mét (990 feet).

## Nhân khẩu
Theo điều tra dân số năm 2001 của Ấn Độ, Nagaur có dân số 88.313 người. Phái nam chiếm 52% tổng số dân và phái nữ chiếm 48%. Nagaur có tỷ lệ 56% biết đọc biết viết, thấp hơn tỷ lệ trung bình toàn quốc là 59,5%: tỷ lệ cho phái nam là 66%, và tỷ lệ cho phái nữ là 45%. Tại Nagaur, 17% dân số nhỏ hơn 6 tuổi.